# الک مک کلور
الک مک کلور (انگلیسی: Alec McClure; ۳ آوریل ۱۸۹۲ – ۲ اکتبر ۱۹۷۱) بازیکن فوتبال اهل بریتانیا بود.
از باشگاه‌هایی که در آن بازی کرده‌است می‌توان به باشگاه فوتبال استوک سیتی، باشگاه فوتبال استون ویلا، باشگاه فوتبال کاونتری سیتی، باشگاه فوتبال بیرمنگام سیتی، و باشگاه فوتبال والسال اشاره کرد.